# Letcher County
Letcher County ist ein County im Bundesstaat Kentucky der Vereinigten Staaten. Das U.S. Census Bureau hat bei der Volkszählung 2020 eine Einwohnerzahl von 21.548 ermittelt.
Der Verwaltungssitz (County Seat) ist Whitesburg, das nach dem Staatsmann Daugherty White benannt wurde. Das County gehört zu den Dry Countys, was bedeutet, dass der Verkauf von Alkohol eingeschränkt oder verboten ist.

## Geographie
Das County liegt im Südosten von Kentucky, grenzt an Virginia und hat eine Fläche von 878 Quadratkilometern ohne nennenswerte Wasserfläche. Es grenzt in Kentucky im Uhrzeigersinn an folgende Countys: Knott County, Pike County, Harlan County und Perry County.

## Geschichte
Das Letcher County wurde am 3. März 1842 aus Teilen des Harlan County und des Perry County gebildet. Benannt wurde es nach Robert Letcher, einem Gouverneur von Kentucky, Kongressabgeordneten und Gesandten in Mexiko.
Drei Bauwerke und Stätten des Countys sind im National Register of Historic Places eingetragen (Stand 10. Oktober 2017).

## Demografische Daten

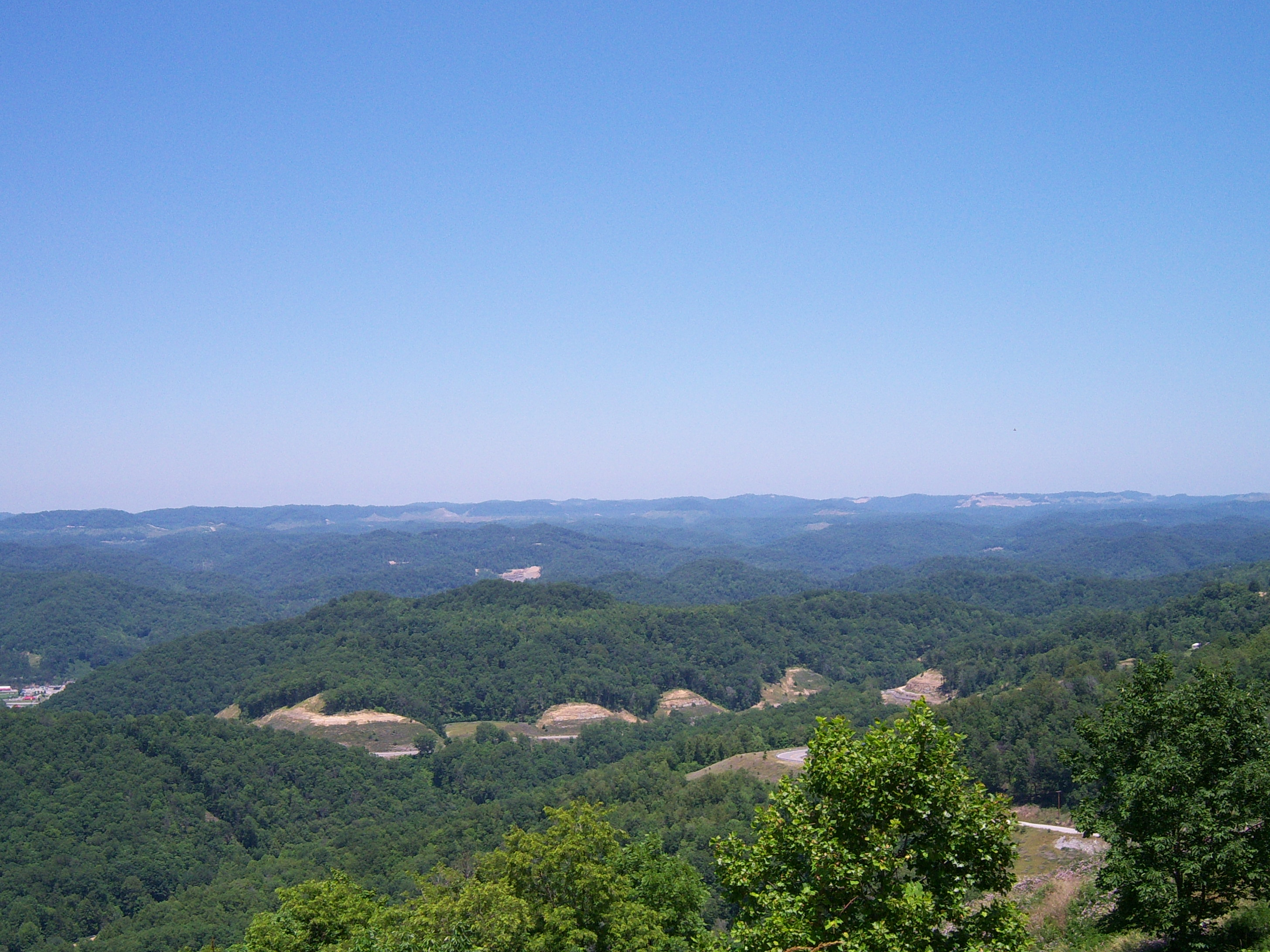
Blick vom Pine Mountain über das County

Nach der Volkszählung im Jahr 2000 lebten im Letcher County 25.277 Menschen. Davon wohnten 225 Personen in Sammelunterkünften, die anderen Einwohner lebten in 10.085 Haushalten und 7.462 Familien. Die Bevölkerungsdichte betrug 29 Einwohner pro Quadratkilometer. Ethnisch betrachtet setzte sich die Bevölkerung zusammen aus 98,71 Prozent Weißen, 0,51 Prozent Afroamerikanern, 0,10 Prozent amerikanischen Ureinwohnern, 0,28 Prozent Asiaten, 0,02 Prozent Bewohnern aus dem pazifischen Inselraum und 0,03 Prozent aus anderen ethnischen Gruppen; 0,35 Prozent stammten von zwei oder mehr Ethnien ab. 0,44 Prozent der Bevölkerung waren spanischer oder lateinamerikanischer Abstammung.
Von den 10.085 Haushalten hatten 32,3 Prozent Kinder und Jugendliche unter 18 Jahre, die bei ihnen lebten. 58,4 Prozent waren verheiratete, zusammenlebende Paare, 11,5 Prozent waren allein erziehende Mütter, 26,0 Prozent waren keine Familien, 24,1 Prozent waren Singlehaushalte und in 10,1 Prozent lebten Menschen im Alter von 65 Jahren oder darüber. Die Durchschnittshaushaltsgröße betrug 2,48 und die durchschnittliche Familiengröße lag bei 2,94 Personen.
Auf das gesamte County bezogen setzte sich die Bevölkerung zusammen aus 23,7 Prozent Einwohnern unter 18 Jahren, 9,2 Prozent zwischen 18 und 24 Jahren, 28,7 Prozent zwischen 25 und 44 Jahren, 25,8 Prozent zwischen 45 und 64 Jahren und 12,6 Prozent waren 65 Jahre alt oder darüber. Das Durchschnittsalter betrug 38 Jahre. Auf 100 weibliche Personen kamen 95,8 männliche Personen. Auf 100 Frauen im Alter von 18 Jahren alt oder darüber kamen statistisch 92,1 Männer.
Das jährliche Durchschnittseinkommen eines Haushalts betrug 21.110 USD, das Durchschnittseinkommen der Familien betrug 24.869 USD. Männer hatten ein Durchschnittseinkommen von 30.488 USD, Frauen 17.902 USD. Das Prokopfeinkommen betrug 11.984 USD. 23,7 Prozent der Familien und 27,1 Prozent der Bevölkerung lebten unterhalb der Armutsgrenze. Davon waren 35,9 Prozent Kinder oder Jugendliche unter 18 Jahre und 21,2 Prozent waren Menschen über 65 Jahre.

## Orte im County
- Adamson
- Banks
- Beefhide
- Bellcraft
- Blackey
- Burdine
- Carbon Glow
- Carcassonne
- Colson
- Cromona
- Crown
- Day
- Deane
- Defeated Creek
- Democrat
- Dongola
- Dunham
- East Jenkins
- Eolia
- Ermine
- Farraday
- Fleming
- Fleming-Neon
- Flint
- Gaskill
- Gilley
- Gordon
- Hallie
- Haymond
- Ice
- Isom
- Jenkins
- Jeremiah
- Kings Creek
- Kona
- Letcher
- Linefork
- Lucastown
- Marlowe
- Mayking
- McRoberts
- Millstone
- Neon
- Neon Junction
- Oscaloosa
- Oven Fork
- Partridge
- Payne Gap
- Polly
- Potters Fork
- Roxana
- Sackett
- Seco
- Sergent
- Skyline
- Southdown
- Thornton
- Tillie
- Tolliver Town
- Ulvah
- Van
- Whitaker
- Whitco
- Whitesburg